# Alumoåkermanita
L'alumoåkermanita és un mineral de la classe dels silicats, que pertany al grup de la mel·lilita. Rep el seu nom de l'åkermanita i pel seu contingut en alumini.

## Característiques
L'alumoåkermanita és un silicat de fórmula química (Ca,Na)₂(Al,Mg,Fe2+)(Si₂O₇). Va ser aprovada com a espècie vàlida per l'Associació Mineralògica Internacional l'any 2008. Cristal·litza en el sistema tetragonal. Es troba en forma de fenocristalls tabulars (fins a 1,5 mm) i micro fenocristalls en una massa basal de gra fi.
Segons la classificació de Nickel-Strunz, l'alumoåkermanita pertany a «09.BB - Estructures de sorosilicats, grups Si₂O₇, sense anions no tetraèdrics; cations en coordinació tetraèdrica [4] i major coordinació» juntament amb els següents minerals: åkermanita, cebollita, gehlenita, gugiaïta, hardystonita, jeffreyita, okayamalita, barylita, clinobarylita i andremeyerita.

## Formació i jaciments
Es troba en cendres de mel·lilita-nefelina lliures d'olivina, i en toba de lapil·li. Sol trobar-se associada a altres minerals com: nefelina, aegirina-augita, combeïta, espinel·la, wol·lastonita, melanita, titanita i sodalita. Va ser descoberta al mont Oldoinyo Lengai, a la regió d'Arusha, Tanzània. També ha estat trobada al massís d'Odikhincha (Krai de Krasnoiarsk, Rússia), a la pedrera Caspar (volcà Bellerberg, Mayer, Alemanya), a Emmelberg (Daun, Alemanya), i al mont Etinde (Regió del Sud-oest, Camerun).